# 五稜郭タワー
五稜郭タワー（ごりょうかくタワー）は、北海道函館市の特別史跡五稜郭に隣接する展望塔。五稜郭タワー株式会社が経営する民間の観光施設である。

## 歴史

### 旧タワー（初代タワー）
1960年代序盤から函館市の工藤光雄観光課長が主導して五稜郭周辺での展望タワー建設を検討し、函館市交通局や函館バスに共同運営を持ちかけたものの折り合わず、その後現代表取締役社長中野恒の祖父で東京の不動産会社で北海道地区の担当役員を務めていた中野真輔が興味を持ち建設に着手、五稜郭築城100年にあたる1964年12月1日に初代タワーを開業。
当初は第三セクター方式での運営も計画されていたものの、行政側が撤退し純民間での運営となった。
建設にあたっては海上保安庁のヘリコプターを用いて写真による眺望の調査を行い80メートル級のタワーが望ましいとされたものの、函館空港に近いことから当時の航空法の制限に則って高さ（避雷針高）60メートルとし、展望台の位置は45メートルだった。このため2代目社長の中野豊が営業部長として入社して数年の頃には来場者から「三稜しか見えないのに500円も取るのか」と星型の全景が見えないことを揶揄する不満も出ていた。
設立から15年ほどは赤字が続き創業家が所有する東京の土地を売却し赤字を補填していたが、1973年に放送された函館を舞台としたテレビドラマ『北の家族』をきっかけに年間入場者が従来の20万人から30万人に増加し、その後1981年には台湾からの訪日観光客の増加で40万人、青函トンネルブームの1988年頃には63万人、1992年には初代タワーのピークとなる92万人を数えた。その後はバブル崩壊や国内外の他の観光地との競合で減少に転じ、80万人から2000年には有珠山噴火の影響で63万人、噴火後翌年に75万人にとどまり新タワーが着工された2004年は70万人ほどの来場者にとどまった。新タワー開業に伴い2006年3月末で閉館、開業以来2223万7851人が来場した。

### 新タワー（2代目タワー）
1990年に函館空港の滑走路延長に伴い航空機の運行経路が変更され高さ制限が107メートルに緩和されたことを契機に新タワーの検討を開始。従来の初代タワーは眺望が低く五稜郭の一部分しか見えないことや、土産店や飲食店等商業スペースが小さく休憩がし辛いことから来場者の滞在時間が短くなる制約が生じており1992年から5年間をかけ改築に向けた調査を展開。1994年には計画の具体化に入るが創業者の中野真輔の死去で停滞し、1997年に検討を再開したものの事業費が当初想定の2 - 3倍に上る30億円と算出され大型駐車場整備時の10億円の借入金があったため経営健全化を図ることとし、不採算のレストラン部門の独立化や喫茶部門の効率化を行い2003年2月に黒字化を達成し、翌年建設資金の融資が認められた。
その後北海道新幹線開業を見据えつつ「函館を代表する観光資源の五稜郭で低く老朽化したタワーは申し訳ない」の信念のもと株主の理解を得て、2004年6月に新タワー計画を正式発表、同年11月25日に総工費30億円を投じて着工。建設地には旧タワーの隣にあった料亭「稜雲亭」跡地が選ばれた。高さを決める際には、五稜郭から直線距離で5キロメートルの場所に函館空港があるため、航空法により108メートルの高さまでと制限があり、避雷針高で107メートルとなる。2006年3月31日竣工、同年4月1日に開業。五稜郭全体が見渡せる。
同年12月1日に旧タワー跡地に「アトリウム」が完成しグランドオープンした。新タワーオープン直後の年間入場者は100万人を突破し、その後90万人ほどとなるものの2016年の北海道新幹線開業時には再度100万人台を数えている。

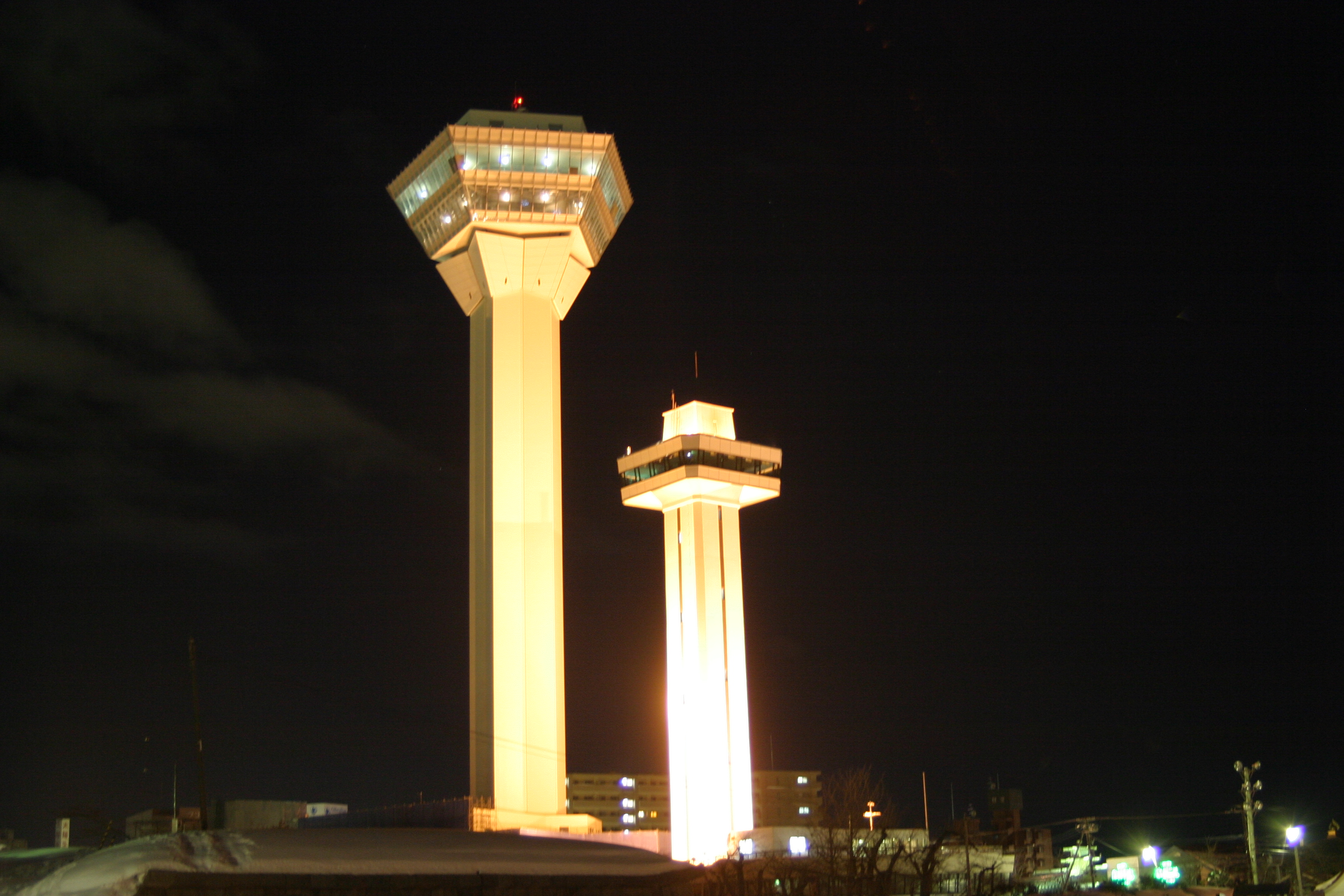
現タワーと旧タワー（2006年1月）

### 沿革
- 1964年
  - 4月：東京都の大和土地観光が中心となり初代五稜郭タワー着工、その後大和土地観光がタワー計画から撤退したが建設を続行[11]。
  - 11月20日：大和土地観光元社員の中野真輔がタワーの新運営会社として「北海道大和観光」を設立[11]。
  - 12月1日：初代五稜郭タワーを開業[11]。
- 1966年：北海道大和観光を「五稜郭タワー株式会社」に改称[12]。
- 1968年
  - 青函トンネル関連展示を設置。
  - 5月：十勝沖地震に伴い10日間休業。エレベーターのモーター破損などが生じる[13]。
- 1977年：南側隣接地を取得し駐車場を整備。
- 1978年：タワー外装や低層部売店・食堂・喫茶をリニューアル、事務室増築。
- 1979年：入場者400万人達成。
- 1980年：レストラン「稜雲亭」開業、タワー低層部レストラン・喫茶を改装。
- 1984年：稜雲亭を増改築。
- 1987年：タワー低層部1階を増改築。
- 1989年：皇太子（当時）が来塔。
- 1990年：入場者1000万人達成。
- 1993年
  - 7月：北海道南西沖地震に伴い7日間休業。
- 1994年：星型文化展示ホール開業。
- 1995年：増築実施。
- 1996年：2階ホール改装。
- 1997年：タワーエントランスホール・展示ホール全面改装。
- 2002年：入場者2000万人達成、食堂部門閉鎖。
- 2004年
  - 6月21日：新タワー計画発表[14]。
  - 11月：第一期工事着工。
- 2005年
  - 10月：新タワー展望台リフトアップを実施[15]。
- 2006年
  - 3月31日：初代タワー営業終了。
  - 4月1日：新タワープレオープン。
  - 4月 - 6月：初代タワー解体[8][16]。
  - 12月1日：第二期工事のアトリウム部完成、新タワー全面開業。
- 2008年：通算有料入場者2500万人達成。
- 2011年：東日本大震災に伴い夏季営業時間を9時 - 19時に短縮。
- 2012年：この年より7 - 9月・12 - 3月のライトアップ節電を実施。
- 2014年
  - 4月9日：創業50周年を記念し市民団体向け会議室・倉庫や観光バス従業員休憩所を備えた「五稜郭櫻交流ハウス」を竣工[17]。
  - 1階エレベーターホールに五稜郭築造当時の箱館1500分の1地形図を展示。
- 2015年
  - 通算有料入場者3000万人達成。
  - 「半世紀にわたる函館の観光振興への貢献」により北海道新聞文化賞を受賞[18]。
- 2018年
  - 9月7日 - 19日：北海道胆振東部地震に伴う節電策としてライトアップを停止[19][20]。
- 2020年
  - 3月：低層部2階に「植木蒼悦ギャラリー」を開設[21]。
  - 4月18日 - 5月31日：新型コロナウイルス緊急事態宣言等に伴い長期休業。その後翌年1月14日 - 3月31日、5月16日 - 6月21日、8月27日 - 9月30日にも感染再拡大のため再度休業。

## 施設

### タワー
新タワーの構造は、五稜郭にちなみ、断面形状を塔体は星形、展望台は五角形とした。また低層部とタワー部はマットスラブ基礎を共有しつつエキスパンションジョイントで分離されている。
1階
アトリウム、タワーチケットカウンター、売店、床下地形図ディスプレイ「五稜郭築造当時の「箱館」」がある。
2階
和食レストラン「四季海鮮 旬花」、カレー店「レストラン五島軒函館カレーEXPRESS」、ジェラート店「ミルキッシモ」、美術ギャラリー「植木蒼悦ギャラリー」がある。
展望台
2層からなり、約500人が収容可能。特別史跡五稜郭と函館市街を一望することができる。
展望1階
展望売店、カフェスタンドがある。
展望2階
五稜郭に関する展示スペース「五稜郭歴史回廊」を常設。その他に築造当時を再現した「五稜郭復元模型（1/250）」やブロンズ座像「土方歳三之像」がある。

### アトリウム（旧タワー跡地）

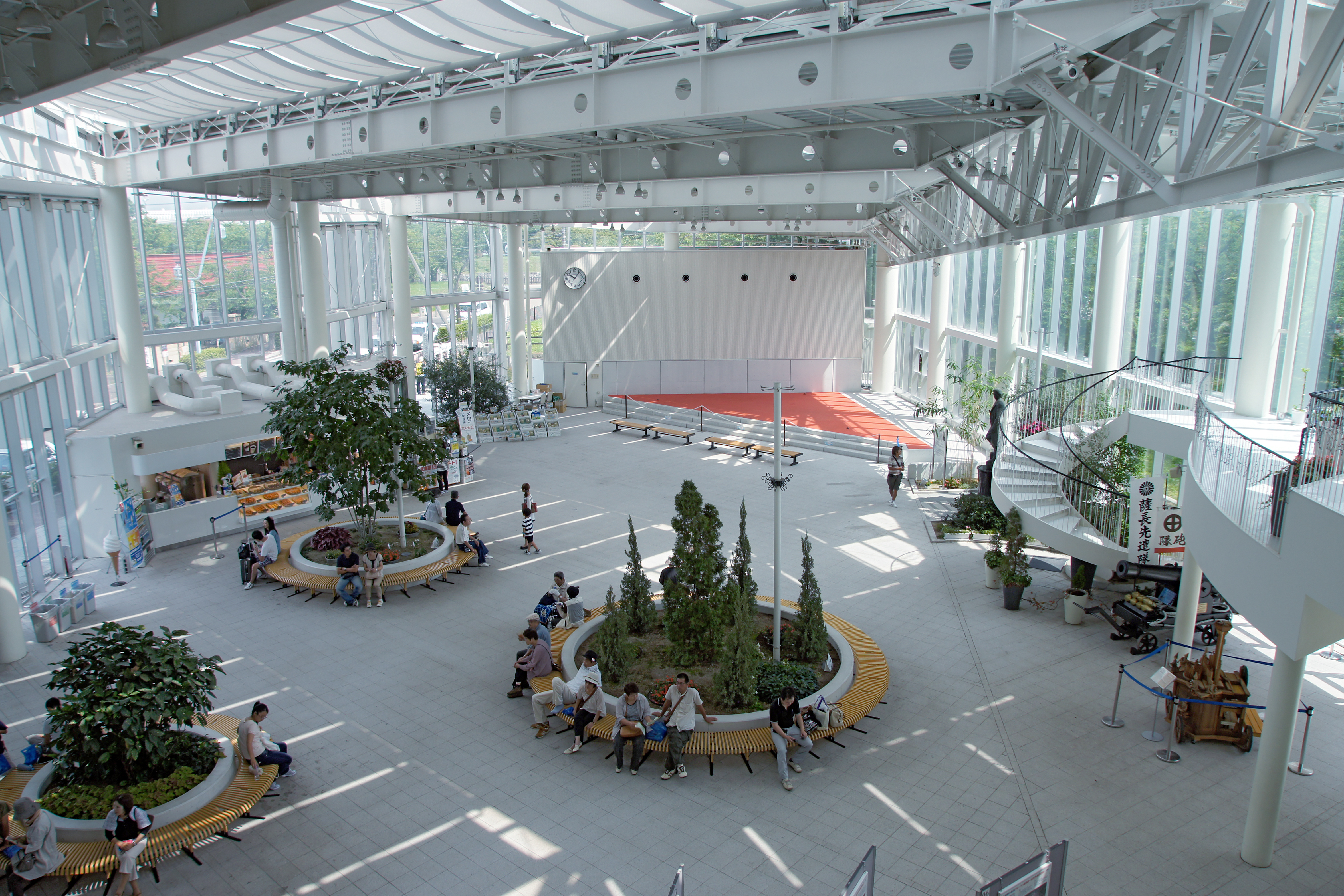
1Fアトリウム

新タワーの竣工に伴って旧タワーは閉鎖・解体され、跡地にガラス張りのアトリウムが建設された。アトリウムには、植栽やベンチ、ステージの他に土方歳三のブロンズ立像がある。また、箱館五稜郭祭で使用する大砲が常設されている。

### 初代タワー時代
- 1階：展示ホール（箱館奉行所時代の五稜郭復元模型、グラフィックパネルなどを展示）[16]
- 2階：軽食コーナー、イベントホール[16]
- 3階：展望台[16]・売店

## イメージキャラクター
イメージキャラクターは公募によって選ばれたGO太くん。GO太くんは毎週土・日曜と祝日にアトリウムに登場する他、オリジナルグッズが販売されている。

## 建物諸元
- 構造[1]
  - タワー部：鉄筋コンクリート造
  - 展望台部、低層部：鉄骨造
  - 建物高さ：98メートル
  - 避雷針高さ：107メートル
  - エレベーター：展望台用2基（1基30人乗り・分速210メートル）搬器内にはイルミネーションライトを用い函館の歴史を解説する演出が組み込まれた[22]。
- 展望台
  - 高さ：1階床86メートル、2階床90メートル
- 性能：スーパースロッシングダンパー（SSD）などにより、地震に関しては震度7に対しても安全であり、強風に関しても風洞実験等の検証により最大瞬間風速50 m/sに対しても構造的な問題は生じないように設計されている。
- 設計・施工：清水建設
- 照明デザイン：トミタ・ライティングデザイン・オフィス
- 展示・什器：清水建設・丹青社

初代タワー
- 敷地面積：1,209平方メートル
- 延べ面積：1,085平方メートル
- 建物高さ：60メートル
- 展望台高さ：45メートル
- 展望台面積：142平方メートル
- 収容人数：約100名
- エレベーター：28人乗り1基
- 施工：清水建設[10]

## 交通アクセス
- 住所：北海道函館市五稜郭町43-9
- 函館市電：停留所「五稜郭公園前停留場」下車、徒歩で約15分
- 函館バス：「五稜郭（電停前）」下車、徒歩で約15分もしくは「五稜郭公園入口」下車、徒歩で約7分
- 函館バス：函館駅前発着 「五稜郭タワー・トラピスチヌ シャトルバス」にて「五稜郭タワー」下車
- 函館バス：函館空港発着 「空港循環バスとびっこ」、「100系統空港五稜郭線快速」にて「五稜郭タワー」下車
- 北海道バス：「函館特急ニュースター号」にて「五稜郭公園前」下車、徒歩15分

## 加盟団体
- 全日本タワー連盟
- 世界大タワー連盟